# Sin rastro de ti
Sin rastro de ti é uma série mexicana produzida por Silvia Cano e exibida pelo Las Estrellas entre 31 de outubro e 20 de novembro de 2016 em 16 Episódios,  substituindo Mujeres de negro e sendo substituída por La candidata, no horário nobre.
É uma história original, e foi disponibilizada em primeira mão no catálogo Blim em 9 de setembro de 2016.
É protagonizada por Adriana Louvier e Danilo Carrera e antagonizada por Ana Layevska,  José Elías Moreno e Fernando Ciangherotti.

## Sinopse
Uma noite antes de seu casamento, Julia (Adriana Louvier), uma jovem pediatra com um futuro brilhante, desaparece sem deixar vestígios. Cinco anos mais tarde, no meio da estrada, um estudante universitário encontra uma mulher vestida de noiva, sozinha e desorientada. O rapaz a leva para o hospital mais próximo. Durante a viagem a mulher atinge a dizer seu nome: Julia Borges. A mulher não tem memória do que aconteceu com ela durante estes cinco anos. Ela tem apenas uma imagem incapaz de sair da mente: um homem que não reconhece e promete cuidar dela para sempre.
Maurício (Danilo Carrera), seu ex-noivo, pensa que ela morreu, mudou-se com sua vida. Ele é casado e tem um filho de um ano. Sua nova esposa, Camilla (Ana Layevska), é a irmã problemática de Julia.
A única coisa que manteve na esperança de encontrar Julia é Thomas (Juan Pablo Medina), seu melhor amigo e colega de trabalho. Ele investiu todo o seu dinheiro e arruinou seu casamento para tentar encontrar seu paradeiro. A razão? Sempre foi apaixonado por ela.
Julia tenta lidar com esta nova realidade, em que o homem que ela ama é casado com sua irmã e todos os seus projetos de vida desmoronou. Enquanto isso, procurar pistas que revelam a ela o que aconteceu com ela durante aqueles anos perdidos e que foi responsável por seu desaparecimento.

## Elenco
- Adriana Louvier[5] - Julia Borges / Lorena Mendoza
- Danilo Carrera[6] - Mauricio Santillana
- Ana Layevska - Camila Borges
- José Elías Moreno - Raúl Santillana
- Fernando Ciangherotti - Dr. Samuel Miller
- Roberto Blandón - Ángel Borges
- Tiaré Scanda - Dra. Rebeca Arias
- José Pablo Minor - Luis Lara
- Juan Martín Jáuregui - Braulio Portes
- Alejandra Robles Gil - Érika Santillana
- Carlos Guerra - Dr. Mario Trejo
- Cecilia Gabriela - Sara Martínez
- Arcelia Ramírez - Gloria Miller